# Monte Calvi (Livorno)
Il Monte Calvi è un rilievo di 646 m s.l.m. in provincia di Livorno.
Posto prevalentemente nel comune di Campiglia Marittima, tocca anche i comuni di San Vincenzo, Castagneto Carducci, Suvereto. La vetta ricade all'interno del territorio del comune di San Vincenzo.
È il più alto monte della provincia di Livorno (per quanto riguarda il territorio continentale), mentre sull'isola d'Elba ci sono alcune vette sopra i 700 m slm. (la più alta è il Monte Capanne). È invece esattamente della stessa altitudine l'Isola di Montecristo.
È stato riconosciuto anche come sito di interesse comunitario (SIC), per la sua elevata diversità floristica e faunistica.
La vegetazione è tipicamente mediterranea; nella fascia meno elevata (fino a 400 m di altezza) sono presenti uliveti e macchia mediterranea. Nell'area si concentrano numerose specie di orchidee spontanee.

## Galleria d'immagini

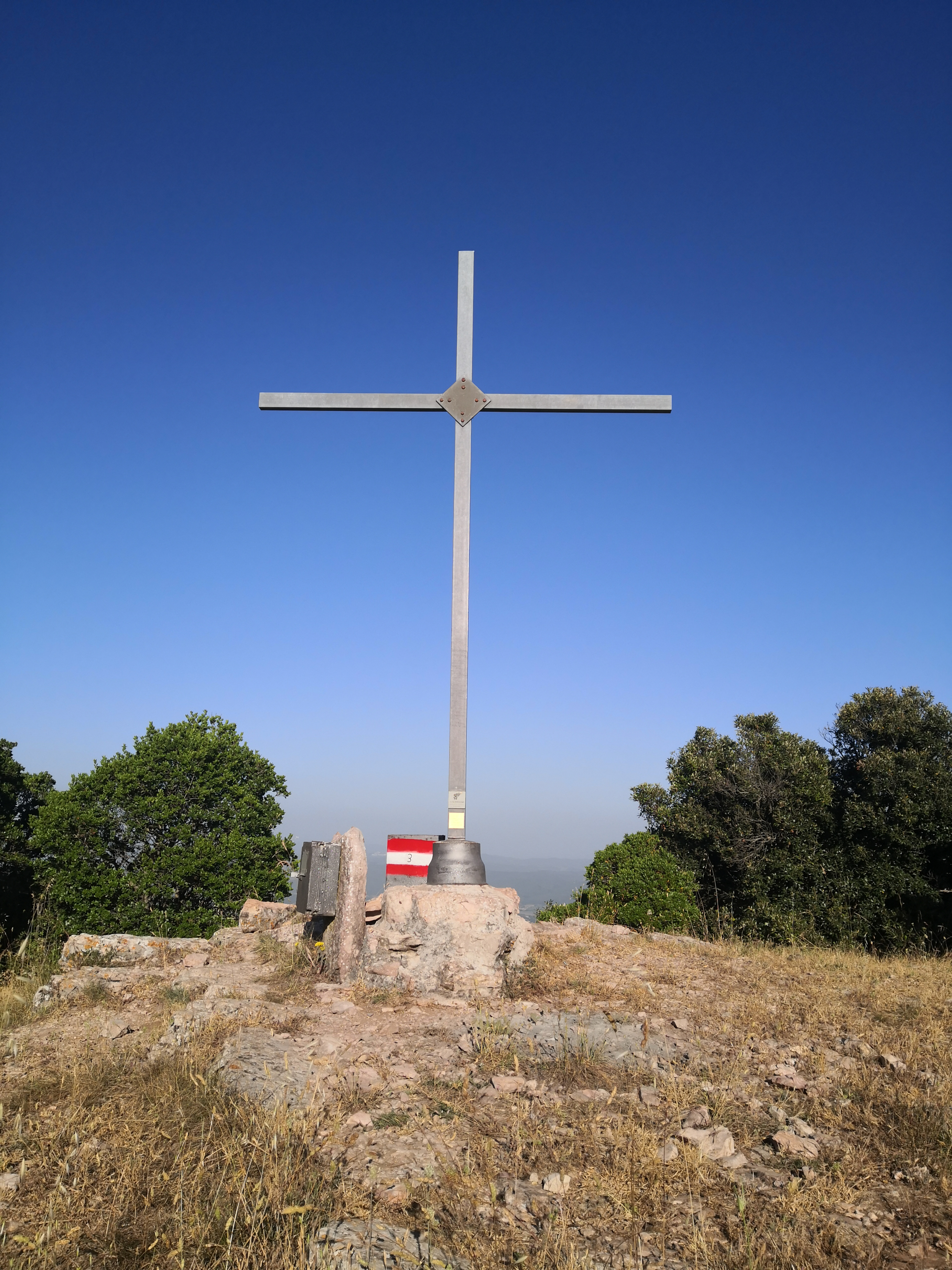
La croce di vetta del Monte Calvi.